# Al-Tawani
Al-Tawani (tiếng Ả Rập: التواني) là một ngôi làng ở miền nam Syria, một phần hành chính của Tỉnh bang Dimashq, nằm ở phía đông bắc Damascus thuộc dãy núi Qalamoun. Các địa phương lân cận bao gồm Ma'loula ở phía đông bắc, Hosh Arab và Assal al-Ward ở phía bắc, Hala ở phía nam và al-Qutayfah ở phía đông nam. Theo Cục Thống kê Trung ương Syria, al-Tawani có dân số 2.446 trong cuộc điều tra dân số năm 2004. Cư dân của nó chủ yếu là người Hồi giáo Sunni.